# Acacia patula
Acacia patula é uma espécie de leguminosa do gênero Acacia, pertencente à família Fabaceae.